# Стефан Жеромски
Стефан Жеромски (пољ. Stefan Żeromski; Стравчин, 14. августа 1864 – Варшава, 20. новембра 1925) био је пољски књижевник.
Писао је романе, драмска дела, приповетке. Због својих родољубивих расположења био је 1888. године затворен од руских царистичких власти. Био је једно време духовни вођа омладине; критика га је називала "незасићеним срцем" и "савешћу наших дана". Дао је мајсторске описе пољских крајолика. Прозна дела су му прожета лирским пејзажима који понекад наликују на песме у прози.
Четири пута је био номинован за Нобелову награду за књижевност.